# Autofonia

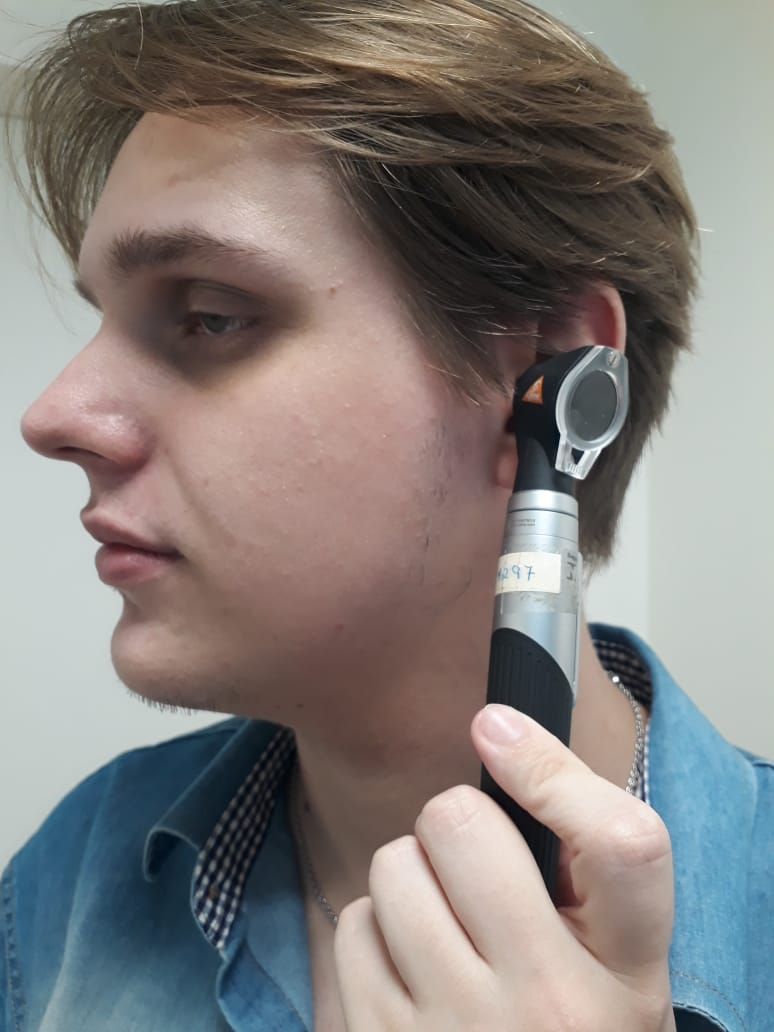
Otoscopia para diagnóstico

Autofonia é a sensação subjetiva de ouvir a própria voz ao falar, pode ser referida como uma retroalimentação auditiva, ou seja, perceber sua voz de forma exagerada. Normalmente a ressonância da própria voz ocorre quando estamos com alguma infecção de via aérea superior, com alguma infecção de ouvido médio ou por alguma má formação congênita.
O diagnóstico é baseado na história, exame físico e por critério médico, para isso, no exame clínico é realizada otoscopia e posteriormente pela endoscopia nasal e eventualmente necessitando de outras técnicas.
Este termo era antigamente utilizado para descrever a ausculta pulmonar, quando o médico utilizava da própria audição para fazer o diagnóstico, ao encostar sua orelha no peito ou costas do examinado.